# Остер (село)
Осте́р (до 17 лютого 2016 року — Червоний Остер) — село в Україні, у Крутівській сільській громаді Ніжинського району Чернігівської області. До 2020 орган місцевого самоврядування — Хорошеозерська сільська рада.

## Історія
До 2016 року село носило назву Червоний Остер.
12 червня 2020 року, відповідно до розпорядження Кабінету Міністрів України № 730-р «Про визначення адміністративних центрів та затвердження територій територіальних громад Чернігівської області», увійшло до складу Крутівської сільської громади.
19 липня 2020 року, в результаті адміністративно-територіальної реформи та ліквідації Ніжинського(1923 - 2020) району, увійшло до складу новоутвореного Ніжинського району.